# 曙光蝾螺
曙光蝾螺（学名：Homalopoma eoa）是平厴螺屬的一種稀有的腹足綱軟體動物，舊屬原始腹足目蝾螺科，今屬鐘螺總科的縮口螺科。

## 分佈
本物種是南中國海的特有種。
主要分布于台湾的龜山島，常栖息在深海。